# Kluk (Šumavské podhůří)
Kluk s nadmořskou výškou 741 m n. m. je hora v Prachatické hornatině, která je součástí Šumavského podhůří. Leží 12 km jihozápadně od Českých Budějovic, v katastrálním území Slavče. Je sedmým nejvyšším vrcholem okresu České Budějovice.
Na vrcholu se tyčí mohutná granulitová skála, z níž se otevírají výhledy směrem na západ a jihozápad. Na skále je malý železný kříž a od roku 2020 i nefunkční pumpa.[zdroj?] Severně od vrcholu stojí vysílač.

## Historie
Na Kluku byly nalezeny úlomky laténské keramiky, což vedlo k domněnce, že vrcholová skála Kluku mohla sloužit jako strážní bod keltského oppida Třísov ležícího 4,4 km jihovýchodně od Kluku. I samotný název hory by mohl pocházet z keltského slova kluka, které znamená velká skála. Jméno však může být staročeského původu – ve významu holého místa zbaveného lesního porostu, vyklučeného. První písemná zmínka o vrchu Kluk pochází z roku 1375. V němčině byl vrch nazýván Bubenstein, tedy klukův kámen či kamenný kluk. Kluk je nazýván též jako K2 Blanského lesa, i když nejde o druhou nejvyšší, spíše o druhou nejvýznamnější horu.

### Pověsti
Jméno hory je vysvětlováno různými pověstmi, v nichž vystupuje malý chlapec − kluk. Podle jedné z verzí je vrcholová skála zkamenělým chlapcem, jehož proklel sedlák z Habří za to, že chlapec při orání pole najel na kámen. Jiná verze hovoří o strážném duchu kraje sídlícím v hoře, který se zjevuje jako bytost podobná malému chlapci a až bude nejhůře, přijde tento duch na pomoc. Kdysi se prý v chlapecké podobě osobně zjevil rytíři Smilovi z Křemže. Tento duch se vyznačuje neobyčejnou silou, a když se rozzlobí, dokáže rozpoutat smrtonosnou bouři a vichřici. Kluk tedy mohl být ten, kdo „klučí lesy“, čili rozpoutává vichřice a způsobuje vývraty. Většinou ale duch pospává v nitru hory. Až zazní signál k poslední bitvě, probudí se i Kluk, vytrhne ze země staletý dub i s kořeny, hodí si ho jako kyj přes rameno a vydá se na pomoc.

## Cesty na vrchol

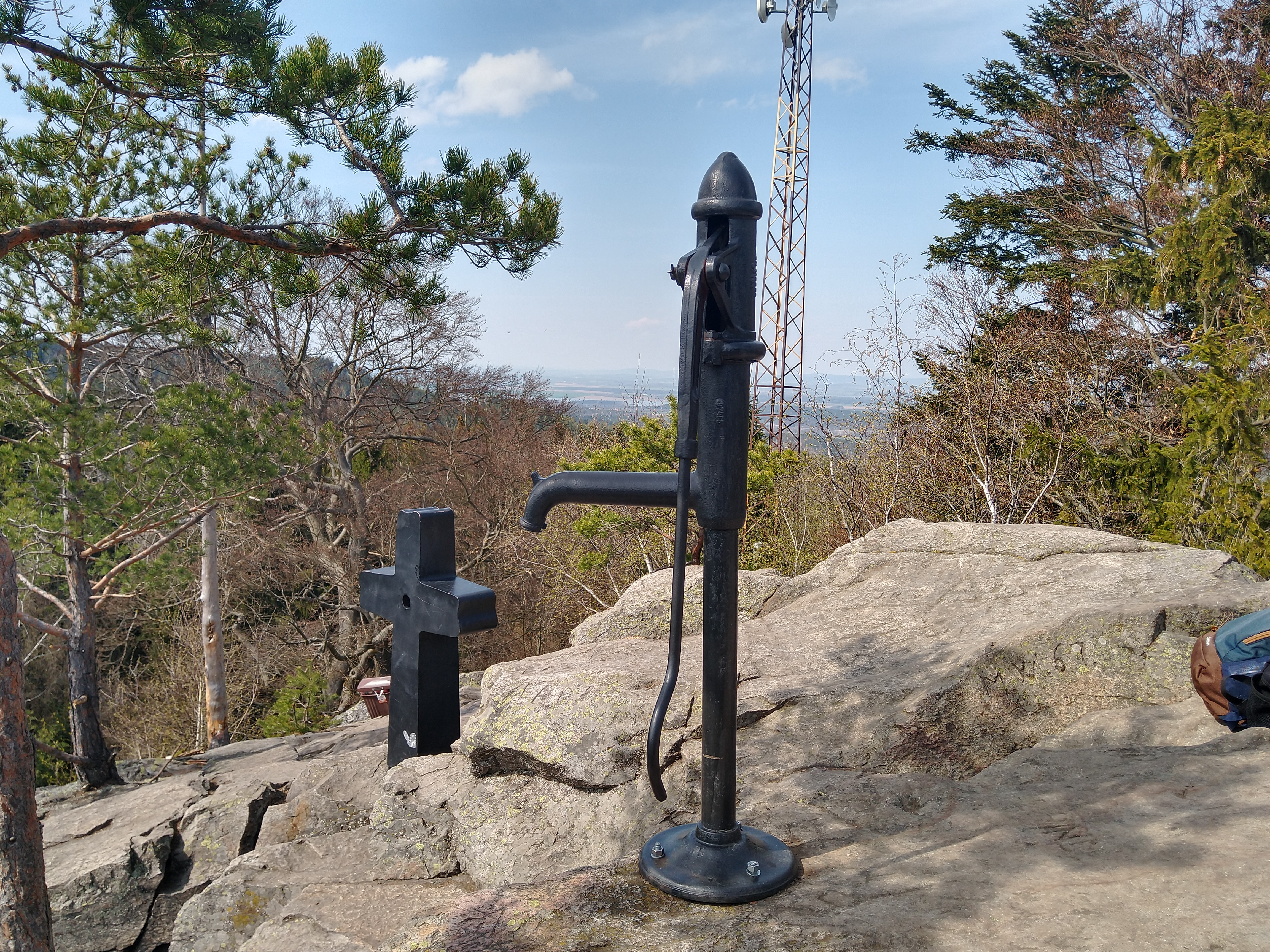
Vrchol

Na vrchol vede červená hřebenová stezka z Českých Chalup (10 km). Na rozcestí těsně pod vrcholem pak vede zelená turistická značka ze Slavče (1,5 km) a ze Mříče (2,5 km).

## Závody
Přes Kluk vedou trasy dvou běžeckých závodů. Od roku 2000 se každoročně 30. prosince koná závod KleKluLi (z Českého Krumlova přes Kleť a Kluk do Litvínovic). Trasa, celkově dlouhá dvacet sedm a půl kilometru, vede přes horu po zelené turistické značce: z Mříče stoupá pod vrchol a následně pokračuje do Slavče. Druhým závodem je od roku 2013 Silvestrovský běh na Kluka a zpět, trasa začíná ve Slavči a je dlouhá 3,6 kilometru, organizátorem je Fitness 14 z Českých Budějovic.

## Výhled
Rozhled z vrcholu Kluku oceňoval ve svém díle Země zamyšlená básník a spisovatel Ladislav Stehlík: „...kdo zteče skalnatý vrchol, je odměněn širokým rozhledem na netolickou stranu i do budějovických luk, a věřte, že je to krása, která věru stojí za podívanou.“ Směrem k jihu a západu se mezi stromy otevírá výhled na protilehlý hřeben Blanského lesa s Kletí a Bulovým, za nímž vyčnívají vzdálenější šumavské vrcholy Knížecí stolec, Chlum, Boubín, Bobík či Libín.